# Mochizuki-shuku

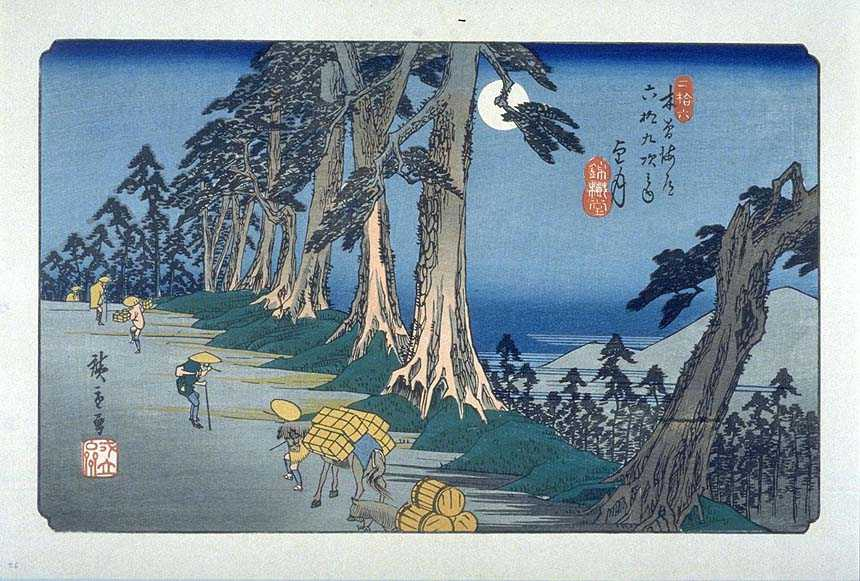
Mochizuki-shuku, estampe de Hiroshige de la série Les Soixante-neuf Stations du Kiso Kaidō.

Mochizuki-shuku (望月宿, Mochizuki-shuku) était la vingt-cinquième des soixante-neuf stations du Nakasendō. Elle est située dans la ville actuelle de Saku, préfecture de Nagano au Japon.

## Histoire
Située au pied du mont Tateshina, Mochizuki a longtemps été connue pour ses chevaux. La zone reçut son nom, qui signifie à peu près « lune désirable », car elle fournissait des chevaux à la cour impériale et au bakufu le jour de pleine lune le quinzième jour du huitième mois, selon le calendrier chinois.
Mimakigahara se trouvait au nord-est de la station. Durant les périodes Heian et Kamakura, Mimakigahara était une zone de pâture impériale.

## Stations voisines
Nakasendō
Yawata-shuku – Mochizuki-shuku – Ashida-shuku
(Motai-shuku était une ai no shuku située entre Mochizuki-shuku et Ashida-shuku.)